# Eleothreptus anomalus
Eleothreptus anomalus là một loài chim trong họ Caprimulgidae.